# Episodi di Falcon Crest (nona stagione)
La nona e ultima stagione della serie televisiva Falcon Crest, composta da 22 episodi, è stata trasmessa negli Stati Uniti per la prima volta dalla CBS il 28 ottobre 1989 e si è conclusa il 19 maggio 1990, mentre in Italia non è andata mai in onda.
Il cast regolare di questa stagione è formato da: Jane Wyman (Angela Channing), David Selby (Richard Channing), Gregory Harrison (Michael Sharpe), Lorenzo Lamas (Lance Cumson), Rod Taylor (Frank Agretti), Kristian Alfonso (Pilar Ortega Cumson), Margaret Ladd (Emma Channing), Wendy Phillips (Lauren Daniels), Andrea Thompson (Genele Ericson), Chao Li Chi (Chao Li Chi).
| nº | Titolo originale         | Titolo italiano | Prima TV USA      | Prima TV Italia |
| -- | ------------------------ | --------------- | ----------------- | --------------- |
| 1  | The Price of Freedom     | Inedito         | 29 settembre 1989 | Inedito         |
| 2  | Charley                  | Inedito         | 6 ottobre 1989    | Inedito         |
| 3  | Flesh & Blood            | Inedito         | 13 ottobre 1989   | Inedito         |
| 4  | Payback                  | Inedito         | 20 ottobre 1989   | Inedito         |
| 5  | Soul Sacrifice           | Inedito         | 3 novembre 1989   | Inedito         |
| 6  | God of the Grape         | Inedito         | 10 novembre 1989  | Inedito         |
| 7  | Doctor Dollars           | Inedito         | 17 novembre 1989  | Inedito         |
| 8  | Luck Wave                | Inedito         | 1º dicembre 1989  | Inedito         |
| 9  | Merry Christmas, Charley | Inedito         | 8 dicembre 1989   | Inedito         |
| 10 | Danny                    | Inedito         | 15 dicembre 1989  | Inedito         |
| 11 | Time Bomb                | Inedito         | 5 gennaio 1990    | Inedito         |
| 12 | Madness Descending       | Inedito         | 12 gennaio 1990   | Inedito         |
| 13 | Four Women               | Inedito         | 19 gennaio 1990   | Inedito         |
| 14 | Brotherly Love           | Inedito         | 2 febbraio 1990   | Inedito         |
| 15 | Finding Lauren           | Inedito         | 16 febbraio 1990  | Inedito         |
| 16 | Walking Money            | Inedito         | 23 febbraio 1990  | Inedito         |
| 17 | Vigil                    | Inedito         | 9 marzo 1990      | Inedito         |
| 18 | Dark Streets             | Inedito         | 16 marzo 1990     | Inedito         |
| 19 | Crimes of the Past       | Inedito         | 26 aprile 1990    | Inedito         |
| 20 | The Return               | Inedito         | 4 maggio 1990     | Inedito         |
| 21 | Danny's Song             | Inedito         | 11 maggio 1990    | Inedito         |
| 22 | Home Again               | Inedito         | 18 maggio 1990    | Inedito         |